# 31956 Вальд
31956 Вальд (31956 Wald) — астероїд головного поясу, відкритий 13 квітня 2000 року.
Тіссеранів параметр щодо Юпітера — 3,351.
Названо на честь Абрахама Вальда (нім. Abraham Wald; 1902 — 1950) угорського математика і статистика.